# Ambarisha
Ambarisha tem os seguintes significados:
- Um rei santo, filho de Nabhaga e devoto do deus Visnu.
- Um rei de Ayodhya, o vigésimo oitavo da descendência de Ikshwaku.
- Um apelido de Shiva.
- Nome de um dos dezoito infernos da mitologia indiana.
- Uma obra da literatura indiana.